# Charles Gabriel Foignet
Charles Gabriel Foignet (1753-1836) est un compositeur français, professeur de clavecin, de harpe, de solfège et d'interprétation vocale. Il fut directeur du théâtre Montansier, auteur des Plaisirs de la société et de 25 opéras-comiques, dont Les Petits Montagnards et Barbe-Bleue.
Il est inhumé au cimetière du Père-Lachaise à Paris (32e division).

## Source
- Domenico Gabrielli, Dictionnaire historique du cimetière du Père-Lachaise XVIIIe et XIXe siècles, Paris, éd. de l'Amateur, 2002, 334 p. (ISBN 978-2-85917-346-3, OCLC 49647223, BNF 38808177)